# آکیرا سنجو
آکیرا سنجو (انگلیسی: Akira Senju؛ زادهٔ ۲۱ اکتبر ۱۹۶۰) موسیقی‌دان اهل ژاپن است. وی از سال ۱۹۸۶ میلادی تاکنون مشغول فعالیت بوده‌است.